# 드시렐
클라우디 프리치멘트롭(프랑스어: Claudie Fritsch-Mentrop, 1952년 12월 25일 ~ )은 드시렐(Desireless)이라는 예명으로 활동하는 프랑스의 가수이다. 1986년과 1988년 사이에 그녀의 히트 싱글 "Voyage, voyage"는 유럽과 아시아의 많은 싱글 차트에서 1위를 차지했다. 뮤직 비디오는 베티나 림스가 감독을 맡았고 애니 레녹스와 그레이스 존스와 같은 현대 여성 가수들의 물결처럼 차갑고 남성적인 스타일로 보여주었다.
그녀의 공식 웹사이트에 따르면, 드시렐은 여전히 새 앨범을 발매하고 라이브 공연을 하고 있으며, 2012년부터 전 세계 투어와 함께 태양의 작전과 함께 새 앨범을 발매했다.